# Maxar Technologies
Maxar Technologies Inc. je společnost se sídlem ve Westminsteru v Coloradu ve Spojených státech amerických. Specializuje se na výrobu komunikačních družic, družic pro pozorování Země, radarových družic, satelitních produktů a součástí kosmických lodí. Společnosti DigitalGlobe a MDA Holdings Company se 5. října 2017 sloučily do společnosti Maxar Technologies. Maxar Technologies je mateřskou holdingovou společností Space Systems/Loral se sídlem v Palo Alto v Kalifornii, DigitalGlobe se sídlem ve Westminsteru v Coloradu a Radiant Solutions se sídlem v Herndonu ve Virginii. Společnost Maxar Technologies je obchodována na burze cenných papírů v Torontu a na burze cenných papírů v New Yorku pod názvem MAXR.
V květnu 2019 byla společnost vybrána jako dodavatel energetického a pohonného modulu pro vesmírnou stanici Gateway vyvíjenou NASA.

## Podnikání
Maxar Technologies je kombinací společností Vricon, DigitalGlobe, Radiant Solutions a Space Systems/Loral.
Dceřiná společnost Vricon poskytuje 3D geoprostorové analýzy prostřednictvím satelitních dat. DigitalGlobe je prodejce a výrobce satelitních snímků s vysokým rozlišením. Radiant Solutions poskytuje modelování dat a analýzy pro satelitní data a Space Systems/Loral konstruuje satelity.

## Historie
Společnost Maxar Technologies vznikla v roce 2017 spojením společností MacDonald, Dettwiler and Associates (MDA) a DigitalGlobe, přičemž výsledná společnost byla přejmenována na Maxar. Sídlo sloučeného subjektu pak bylo zřízeno ve Westminsteru ve státě Colorado. Společnost byla kótována na dvou burzách TSX a NYSE.
V roce 2020 se společnost Maxar zbavila kanadské části MDA.
V roce 2022 společnost Maxar zveřejnila několik satelitních snímků, které ukazovaly ruský vojenský konvoj během invaze na Ukrajinu.
V květnu byla společnost Maxar koupena společností Advent International spravující soukromý kapitál za cenu 53 USD za akcii.

### Externí Odkazy
- Oficiální stránka